# NHK 하마마쓰 지국
NHK 하마마쓰 지국(濱松 支局)은 NHK 시즈오카 방송국의 지국이다. 1933년 하마마쓰 방송국으로 개국했지만 1999년 조직개편에 의해 지국으로 격하되었다.

## 연혁
- 1933년 7월 20일 - 라디오 제1방송 개국.
- 1948년 12월 2일 - 라디오 제2방송 개시.
- 1959년 11월 20일 - 아날로그 종합 텔레비전 방송 개시.
- 1960년 9월 1일 - 아날로그 교육 텔레비전 방송 개시. 나고야 방송국에서 프로그램을 받고 있었기 때문에 시즈오카 방송국보다 빨리 방송을 개시했다.
- 1999년 4월 1일 - NHK의 방송국 통폐합 실시로 지국으로 격하.
- 2000년 3월 16일 - 라디오 제1방송 주파수가 999KHz에서 576KHz로 변경되었다.
- 2005년 6월 1일 - 시즈오카 방송국과 함께 지상파 디지털 텔레비전 방송 개시.
- 2006년 4월 - 디지털 종합 텔레비전에서 일본 최초로 이원화 편성을 개시.
- 2011년 7월 24일 - 지상파 아날로그 텔리번 방송 종료

## 채널·주파수
- 종합 텔레비전 20ch
- 교육 텔레비전 13ch
- 라디오 제1방송 하마마쓰본국 576kHz(콜사인:JODG)
- 라디오 제1방송 하마마쓰본국 1521kHz(콜사인:JODC)
- FM방송 하마마쓰본국 82.1MHz

## 보충서술
- 도카이지역 지진 발생시 시즈오카 방송국 방송기능이 정지 될 경우를 대비해 지금도 콜사인을 유지하고 있다.
- 디지털 텔레비전 방송국은 시즈오카 방송국의 중계국으로 취급받기 때문에 자체 콜사인이 없다.
- 라디오 제1방송 주파수는 원래 999kHz였다.
- 현재 이곳에는 도쿄에서 보관하지 못하는 방송자료가 보존되고 있다.